# كلفن روبرتسون
كلفن روبرتسون (بالإنجليزية: Kelvin Robertson)‏ مواليد 3 يناير 1983، هو لاعب كرة سلة أسترالي سابق بدأ مسيرته الاحترافية في سنة 2001. يبلغ طوله 5 قدم 11 بوصة (1.8 م). اعتزل اللعب في 2010.